# Dennis Cluydts
Dennis Cluydts is een Belgisch onderwijsbestuurder. Sinds 2021 is hij algemeen directeur van de Erasmushogeschool Brussel.

## Levensloop
Dennis Cluydts studeerde geschiedenis van de klassieke oudheid aan de Vrije Universiteit Brussel en Human Resource Management aan de EHSAL Management School. Vervolgens werkte hij voor AXA en Sogeti en van 2003 tot 2012 bij de AP Hogeschool Antwerpen. In januari 2013 werd hij kabinetschef onderwijsbeleid van Antwerps schepen van Onderwijs Claude Marinower (Open Vld) en in september 2014 directeur Onderwijs van de Hogeschool Gent. In september 2021 volgde hij Ann Brusseel als algemeen directeur van de Erasmushogeschool Brussel op.
Sinds januari 2015 is hij lid van de raad van bestuur van GO! onderwijs van de Vlaamse Gemeenschap en van maart tot september 2021 was hij lid van de raad van bestuur van het Vlaams Audiovisueel Fonds.